# Games Creator
Games Creator, chiamato The Games Creator nella riedizione di Mastertronic e Creations nella riedizione di Codemasters, è un software che permette di creare ed eseguire videogiochi personalizzati dall'utente senza alcuna programmazione, pubblicato nel 1984 per Commodore 64 da Mirrorsoft.
Gli autori del programma sono i fratelli David e Richard Darling, divenuti successivamente i fondatori di Codemasters; i due avevano all'epoca appena 18 e 16 anni e si basarono sulla combinazione di vari editor che avevano realizzato per aiutarsi nello sviluppo di giochi.
Games Creator era un'idea notevole nel suo genere, ma dai risultati piuttosto deboli per via della poca flessibilità, rispetto a veri e propri ambienti di programmazione come Garry Kitchen's GameMaker uscito l'anno successivo.

## Funzionamento
Come punto di partenza si modifica sempre un gioco esistente, e ne vengono forniti tre con il programma:
- Bouncer, un videogioco a piattaforme, caricato di default all'avvio
- Hawk Patrol, uno sparatutto a scorrimento
- Snake Pit, uno sparatutto in un labirinto

La schermata principale contiene un menù ad albero, che l'utente attraversa con un cursore per scegliere di giocare, caricare/salvare o accedere a uno degli editor che consentono di gestire un aspetto del funzionamento del gioco.
Ciascun editor è controllato con interfaccia grafica e menù a scelta multipla in inglese. Si gestiscono separatamente il fondale, gli otto sprite disponibili simultaneamente sul Commodore 64, il comportamento dei nemici, chiamati "alieni", il comportamento del personaggio del giocatore, gli effetti sonori e il tema musicale, definibile con cinque strumenti su un pentagramma.
Le possibili caratteristiche del gioco sono comunque limitate. Si tratta sempre di un gioco d'azione per giocatore singolo, di tipo platform oppure sparatutto senza gravità. Il giocatore può avere la capacità di saltare oppure di sparare, ma non entrambe. 
Gli otto sprite, ciascuno animabile in diversi fotogrammi, rappresentano sempre il personaggio del giocatore, fino a 5 diversi "alieni" (che possono anche essere in realtà oggetti innocui), l'eventuale proiettile del giocatore e l'eventuale proiettile alieno. Il movimento degli alieni è sempre uno schema predefinito o casuale, quindi non possono ad esempio inseguire il giocatore.
Lo sfondo è composto da vari tipi di caratteri di 8x8 pixel personalizzabili, suddivisi in attraversabili, non attraversabili e letali per il giocatore. Può essere a scorrimento, ma si tratta in ogni caso di una schermata unica che si ripete. I livelli sono sempre uguali, può solo aumentare la velocità dei nemici.
È possibile salvare su disco o cassetta le proprie creazioni, ma per giocare ai videogiochi è comunque necessario possedere Games Creator e avviarli dalla sua interfaccia.

## Utilizzi noti
Il motore grafico di Games Creator venne utilizzato per produrre diversi dei primi titoli pubblicati a basso costo dalla Mastertronic. Si trattava di titoli di bassa qualità, tra cui BMX Racers, Mind Control e il famigerato Bionic Granny. Questi giochi vennero sviluppati proprio dai fratelli Darling, autori di Games Creator; nel caso di Bionic Granny l'autore non è dichiarato, ma è forse anch'esso attribuibile ai Darling.
Vari giochi realizzati dai Darling con Games Creator vennero pubblicati anche dalla semisconosciuta azienda londinese ACE – Advanced Computer Entertainment (omonima di una rivista britannica, non correlata). I giochi noti, che sembrano essere anche gli unici prodotti dalla ACE, sono Dark Star, Krypton, Magic Carpet, Mind Control, Niterider, Pigs in Space (un clone di Pooyan) e Westworld, tutti del 1984. Molti di essi vennero pubblicati anche dalla Mastertronic.
In collaborazione con la rivista britannica Your 64, Mirrorsoft organizzò anche una gara di creazione videogiochi con Games Creator. Per partecipare si poteva spedire il proprio gioco su disco o cassetta a Mirrorsoft entro il 30 giugno 1985, e i più originali sarebbero stati selezionati e premiati, oltre che presi in considerazione per la pubblicazione; il primo premio era di £1000.
Il premio venne vinto da Andrew Boosey di Hayes con il gioco Pony Express, che la Mirrorsoft prevedeva di pubblicare in una Games Creator Collection, ma sembra che tale raccolta non sia mai stata realizzata e non si sa nulla del gioco.